# Đường cao tốc Châu Đốc – Cần Thơ – Sóc Trăng
Đường cao tốc Châu Đốc – Cần Thơ – Sóc Trăng (kí hiệu toàn tuyến là CT.34) là một đoạn đường cao tốc thuộc hệ thống đường cao tốc Việt Nam nối liền hai tỉnh/thành là An Giang và Cần Thơ.

## Vị trí
Điểm đầu của tuyến cao tốc kết nối với Quốc lộ 91 tại thuộc địa phận xã Vĩnh Tế, thành phố Châu Đốc, tỉnh An Giang, đi song song với tuyến quốc lộ này qua thành phố Cần Thơ, tỉnh Hậu Giang và kết thúc tại Km 82 + 100 đường quốc lộ Nam Sông Hậu, ngay cảng nước sâu Trần Đề thuộc huyện Trần Đề, tỉnh Sóc Trăng. Trong đó, đoạn qua An Giang dài gần 57 km, đoạn qua Cần Thơ dài gần 38 km, đoạn qua Hậu Giang dài khoảng 37 km và đoạn qua Sóc Trăng dài hơn 56 km. Đường này sẽ giao nhau với đường cao tốc Cần Thơ – Cà Mau và đường cao tốc Lộ Tẻ – Rạch Sỏi.

## Quy hoạch
Đường cao tốc này từng được quy hoạch từ năm 2015 đến 2021 với ký hiệu cũ là CT.17.

## Thiết kế
Tuyến cao tốc dài hơn 188 km với quy mô giai đoạn 1, đoạn từ Châu Đốc đến Cần Thơ có 4 làn xe và 2 làn dừng khẩn cấp, vận tốc thiết kế là 100 km/h, đoạn Cần Thơ đến Sóc Trăng thiết kế 4 làn xe không có làn dừng khẩn cấp, bố trí một số điểm dừng khẩn cấp cách quãng 4 – 5km/1 điểm, vận tốc thiết kế từ 80 – 90 km/h. Giai đoạn hoàn chỉnh toàn tuyến được thiết kế 6 làn xe và 2 làn dừng khẩn cấp, vận tốc tối đa 100 km/h.

## Xây dựng
Tổng mức đầu tư của dự án là 44.691 tỉ đồng. Dự án được chia ra làm 4 dự án thành phần, tóm tắt như sau:
- Dự án thành phần 1: An Giang (57 km - 13.799 tỉ đồng)
- Dự án thành phần 2: Cần Thơ (37 km - 9.845 tỉ đồng)
- Dự án thành phần 3: Hậu Giang (37 km - 9.927 tỉ đồng)
- Dự án thành phần 4: Sóc Trăng (57 km - 11.120 tỉ đồng)

Đến ngày 25 tháng 7 năm 2022, Chính phủ đã ban hành Nghị quyết số 91/NQ-CP triển khai Nghị quyết số 60/2022/QH15 về chủ trương đầu tư dự án xây dựng tuyến cao tốc Châu Đốc – Cần Thơ – Sóc Trăng giai đoạn 1.
Dự án chính thức được khởi công xây dựng vào ngày 17 tháng 6 năm 2023, nhưng phải tới năm 2025 cơ bản mới hoàn thành nền đường do nền đất của khu vực Đồng bằng sông Cửu Long được cho là rất yếu và phải mất 12 - 15 tháng làm nền. Năm 2026, dự kiến cơ bản hoàn thành dự án.

## Chi tiết dự án thành phần
| Thành phần | Từ                                  | Đến                                 | Số km | Mức đầu tư (tỉ đồng) |
| ---------- | ----------------------------------- | ----------------------------------- | ----- | -------------------- |
| 1          | Thành phố Châu Đốc, tỉnh An Giang   | Huyện Vĩnh Thạnh, thành phố Cần Thơ | 57,2  | 13.799               |
| 2          | Huyện Vĩnh Thạnh, thành phố Cần Thơ | Huyện Thới Lai, thành phố Cần Thơ   | 37,2  | 9.845                |
| 3          | Huyện Châu Thành A, tỉnh Hậu Giang  | Huyện Phụng Hiệp, tỉnh Hậu Giang    | 36,9  | 9.927                |
| 4          | Huyện Phụng Hiệp, tỉnh Hậu Giang    | Huyện Trần Đề, tỉnh Sóc Trăng       | 56,9  | 11.120               |

## Chi tiết tuyến đường

Bảng thông tin tốc độ cao tốc, đoạn Châu Đốc - Cần Thơ (dự kiến khi đưa vào khai thác)

### Làn xe
- Châu Đốc – Cần Thơ: 4 làn xe và 2 làn dừng khẩn cấp
- Cần Thơ – Sóc Trăng: 4 làn xe, có điểm dừng khẩn cấp

### Chiều dài
- Toàn tuyến: 188 km

### Tốc độ giới hạn
- Châu Đốc – Cần Thơ: Tối đa: 100 km/h, Tối thiểu: 60 km/h
- Cần Thơ – Sóc Trăng: Tối đa: 80 – 90 km/h, Tối thiểu: 60 km/h

## Lộ trình chi tiết
- IC - Nút giao, JCT - Điểm lên xuống, SA - Khu vực dịch vụ (Trạm dừng nghỉ), TN - Hầm đường bộ, TG - Trạm thu phí, BR - Cầu
- Đơn vị đo khoảng cách là km.

| Số                                       | Tên                     | Khoảng cách từ đầu tuyến | Kết nối                                          | Ghi chú                                | Vị trí    | Vị trí       |
| ---------------------------------------- | ----------------------- | ------------------------ | ------------------------------------------------ | -------------------------------------- | --------- | ------------ |
| 1                                        | IC Quốc lộ 91           | 0.00                     | Quốc lộ 91 (tuyến tránh Châu Đốc)                | Đầu tuyến đường cao tốc Đang thi công  | An Giang  | Châu Đốc     |
| 2                                        | IC Đường tỉnh 945       | 16.4                     | Đường tỉnh 945                                   | Đang thi công                          | An Giang  | Châu Phú     |
| SA                                       | Trạm dừng nghỉ số 1     | 22.3                     |                                                  | Đang thi công                          | An Giang  | Châu Phú     |
| 3                                        | IC Đường tỉnh 941       | 28.7                     | Đường tỉnh 941                                   | Đang thi công                          | An Giang  | Châu Thành   |
| 4                                        | IC Đường tỉnh 943       | 47.8                     | Đường tỉnh 943                                   | Đang thi công                          | An Giang  | Thoại Sơn    |
| 5                                        | IC CT.02                | 62.6                     | Đường cao tốc Lộ Tẻ – Rạch Sỏi                   | Đang thi công                          | Cần Thơ   | Vĩnh Thạnh   |
| 6                                        | IC Đường tỉnh 919       | 71.0                     | Đường tỉnh 919                                   | Đang thi công                          | Cần Thơ   | Cờ Đỏ        |
| 7                                        | IC Đường tỉnh 922       | 76.8                     | Đường tỉnh 922                                   | Đang thi công                          | Cần Thơ   | Cờ Đỏ        |
| SA                                       | Trạm dừng nghỉ số 2     | 78.0                     |                                                  | Đang thi công                          | Cần Thơ   | Cờ Đỏ        |
| 8                                        | IC Đường huyện 16       | 84.0                     | Đường huyện 16                                   | Đang thi công                          | Cần Thơ   | Thới Lai     |
| 9                                        | IC Đường huyện 17       | 92.0                     | Đường huyện 17                                   | Đang thi công                          | Cần Thơ   | Thới Lai     |
| 10                                       | IC Quốc lộ 61C          | 105.0                    | Quốc lộ 61C                                      | Đang thi công                          | Hậu Giang | Châu Thành A |
| 11                                       | IC CT.01                | 112.0                    | Đường cao tốc Cần Thơ – Cà Mau Quốc lộ 61        | Đang thi công                          | Hậu Giang | Phụng Hiệp   |
| 12                                       | IC Đường tỉnh 927       | 122.0                    | Đường tỉnh 927                                   | Đang thi công                          | Hậu Giang | Phụng Hiệp   |
| 13                                       | IC Quản Lộ – Phụng Hiệp | 132.0                    | Đường Quản Lộ – Phụng Hiệp                       | Đang thi công                          | Sóc Trăng | Mỹ Tú        |
| SA                                       | Trạm dừng nghỉ số 3     | 135.7                    |                                                  | Đang thi công                          | Sóc Trăng | Mỹ Tú        |
| 14                                       | IC Đường tỉnh 940       | 141.0                    | Đường tỉnh 940                                   | Đang thi công                          | Sóc Trăng | Mỹ Tú        |
| 15                                       | IC Quốc lộ 1            | 158.0                    | Quốc lộ 1                                        | Đang thi công                          | Sóc Trăng | Mỹ Xuyên     |
| -                                        | IC CT.33                |                          | Đường cao tốc Thành phố Hồ Chí Minh – Sóc Trăng  | Dự kiến (chưa quy hoạch)               | Sóc Trăng | Mỹ Xuyên     |
| 16                                       | IC Đường tỉnh 935       | 167.0                    | Đường tỉnh 935                                   | Đang thi công                          | Sóc Trăng | Trần Đề      |
| 17                                       | IC Đường huyện 32       | 180.0                    | Đường huyện 32                                   | Đang thi công                          | Sóc Trăng | Trần Đề      |
| 18                                       | IC Trần Đề              | 188.0                    | Quốc lộ 91B (Nam Sông Hậu) Cảng nước sâu Trần Đề | Cuối tuyến đường cao tốc Đang thi công | Sóc Trăng | Trần Đề      |
| 1.000 mi = 1.609 km; 1.000 km = 0.621 mi |                         |                          |                                                  |                                        |           |              |